# Diecezja wileńska (Kościół Ewangelicko-Augsburski w RP)
Diecezja wileńska – jednostka organizacyjna Kościoła Ewangelicko-Augsburskiego w Rzeczypospolitej Polskiej istniejąca w II Rzeczypospolitej od 1936 i grupująca parafie tego Kościoła zlokalizowane na obszarze województw białostockiego i wileńskiego. Siedziba diecezji znajdowała się w Wilnie.

## Historia
25 listopada 1936 przez prezydenta podpisany został dekret o stosunku państwa do Kościoła Ewangelicko-Augsburskiego w II Rzeczypospolitej, regulujący sytuację prawna tego związku wyznaniowego, która do tej pory opierała się na pochodzącym sprzed 1918 ustawodawstwie państw zaborczych. Dekret został zatwierdzony przez Radę Ministrów 17 grudnia 1937. W wyniku jego wprowadzenia dokonano również zmian w strukturze administracyjnej Kościoła — na jego mocy zlikwidowano dotychczas istniejącą superintendenturę północno-wschodnią, obejmującą parafie z terenów wschodnich województw. Należące do niej do tej pory zbory zostały włączone do nowo utworzonych diecezji: wileńskiej i wołyńskiej, a częściowo także do diecezji lubelskiej oraz warszawskiej.
W skład diecezji wileńskiej weszły parafie w Białymstoku, Grodnie, Łomży, Suwałkach, Wilnie i Wiżajnach. W wyniku reorganizacji filiał w Michałowie należący do parafii w Grodnie zgodnie z dekretem z 25 listopada 1936 przeszedł pod administrację parafii w Białymstoku. Ponadto powołano też wówczas nowy filiał w Grajewie podległy parafii w Łomży.
Nowe diecezje zostały ostatecznie uformowane w 1937. 30 kwietnia 1937 miało miejsce zebranie senioralne w Wilnie, podczas którego dokonano wyboru seniora diecezji, którym został ks. Zygfryd Loppe z Wilna, natomiast stanowisko konseniora objął ks. Benno Kraeter z parafii w Białymstoku.

## Parafie
| Parafia   | Jednostki                    | Liczba wiernych | Kościół parafialny                      | Ilustracja |
| --------- | ---------------------------- | --------------- | --------------------------------------- | ---------- |
| Białystok | Białystok (siedziba parafii) | 3000            | Kościół ewangelicki w Białymstoku       |            |
| Białystok | Michałowo (filiał)           | 300             | Kościół ewangelicki w Białymstoku       |            |
| Białystok | Supraśl (filiał)             | 500             | Kościół ewangelicki w Białymstoku       |            |
| Grodno    | Grodno (siedziba parafii)    | 1500            | Kościół ewangelicki w Grodnie           |            |
| Grodno    | Izabelin (filiał)            | 300             | Kościół ewangelicki w Grodnie           |            |
| Łomża     | Łomża (siedziba parafii)     | 900             | Kościół ewangelicki w Łomży             |            |
| Łomża     | Grajewo (filiał)             | 250             | Kościół ewangelicki w Łomży             |            |
| Łomża     | Szczuczyn (filiał)           | 300             | Kościół ewangelicki w Łomży             |            |
| Suwałki   | Suwałki (siedziba parafii)   | 4500            | Kościół ewangelicki w Suwałkach         |            |
| Suwałki   | Augustów (filiał)            | 250             | Kościół ewangelicki w Suwałkach         |            |
| Suwałki   | Sejny (filiał)               | 400             | Kościół ewangelicki w Suwałkach         |            |
| Wilno     | Wilno (siedziba parafii)     | 2000            | Kościół ewangelicko-augsburski w Wilnie |            |
| Wiżajny   | Wiżajny (siedziba parafii)   | 3000            | Kościół ewangelicki w Wiżajnach         |            |